# Burmattus
Genre
Burmattus est un genre d'araignées aranéomorphes de la famille des Salticidae.

## Distribution
Les espèces de ce genre se rencontrent en Asie.

## Liste des espèces
Selon World Spider Catalog (version 25.0, 06/07/2024) :
- Burmattus albopunctatus (Thorell, 1895)
- Burmattus nitidus (Hu, 2001)
- Burmattus pachytibialis Prószyński & Deeleman-Reinhold, 2010

## Systématique et taxinomie
Ce genre a été décrit par Prószyński en 1992 dans les Salticidae.

## Publication originale
- Prószyński, 1992 : « Salticidae (Araneae) of the Old World and Pacific Islands in several US collections. » Annales zoologici, vol. 44, p. 87-163.